# Валлег
Валле́г (фр. Vallègue, окс. Valèga) — коммуна во Франции, находится в регионе Юг — Пиренеи. Департамент — Верхняя Гаронна. Входит в состав кантона Вильфранш-де-Лораге. Округ коммуны — Тулуза.
Код INSEE коммуны — 31566.

## География
Коммуна расположена приблизительно в 610 км к югу от Парижа, в 32 км к юго-востоку от Тулузы.

## Климат
Климат умеренно-океанический. Зима мягкая и снежная, весна характеризуется сильными дождями и грозами, лето сухое и жаркое, осень солнечная. Преобладают сильные юго-восточные и северо-западные ветры.

## Население
Население коммуны на 2010 год составляло 530 человек.
| 1962 | 1968 | 1975 | 1982 | 1990 | 1999 | 2010 |
| ---- | ---- | ---- | ---- | ---- | ---- | ---- |
| 158  | 164  | 192  | 244  | 267  | 382  | 530  |

## Администрация
| Период | Период | Фамилия      | Партия | Примечания |
| ------ | ------ | ------------ | ------ | ---------- |
| 2001   | 2005   | Роже Карьер  |        |            |
| 2005   | 2014   | Люсьен Кон   |        |            |
| 2014   | 2020   | Реми Занатта |        |            |

## Экономика
В 2010 году среди 353 человек трудоспособного возраста (15—64 лет) 286 были экономически активными, 67 — неактивными (показатель активности — 81,0 %, в 1999 году было 76,2 %). Из 286 активных жителей работали 268 человек (143 мужчины и 125 женщин), безработных было 18 (9 мужчин и 9 женщин). Среди 67 неактивных 26 человек были учениками или студентами, 29 — пенсионерами, 12 были неактивными по другим причинам.

## Достопримечательности
- Замок Валлег (XIII век). Исторический памятник с 2003 года[4]

## Фотогалерея
- Замок Валлег
- Замок Валлег
- Замок Валлег
- Замок Валлег
- Карта коммуны